# Tribune Publishing
Tribune Publishing Company (anteriormente Tronc, Inc.) é uma editora americana de jornais impressos e mídia digital com sede em Chicago, Illinois. O portfólio da empresa inclui o Chicago Tribune, New York Daily News, The Baltimore Sun, Orlando Sentinel, Sun-Sentinel, The Hartford Courant, títulos adicionais na Pensilvânia e Virgínia, operações de distribuição e sítios eletrônicos. Também publica vários jornais locais em suas regiões metropolitanas, organizados em grupos subsidiários. É a terceira maior editora de jornais do país (atrás somente da Gannett e The McClatchy Company), com onze jornais diários e tabloides suburbanos em todo o país.
Incorporada em 1847 com a fundação do Chicago Tribune, a Tribune Publishing operou como uma divisão da Tribune Company, um conglomerado multimídia baseado em Chicago, até ser transformada em uma empresa pública separada em agosto de 2014.
Em 20 de junho de 2016, a empresa adotou o nome tronc, abreviação de "Tribune online content". Seu principal acionista após a cisão, com uma participação de 25,5%, foi o magnata americano Michael W. Ferro, Jr. Em 2016, The New York Times o descreveu como "um dos magnatas de mídias mais significativos e imprevisíveis do país". Ele vendeu sua participação para um fundo de cobertura em 2019. Em 2018, a Tronc anunciou que venderia seus jornais na Califórnia, incluindo o Los Angeles Times, San Diego Union-Tribune e outros títulos menores no California News Group para uma empresa de investimento liderada por um grande acionista da tronc, Patrick Soon-Shiong por quinhentos milhões de dólares. A venda foi encerrada em 18 de junho de 2018. Em outubro de 2018, a empresa voltou ao nome Tribune Publishing. Em dezembro de 2019, a Alden Global Capital, um fundo de cobertura de Nova Iorque, adquiriu 32% das ações da Tribune Publishing Company.